# Africa (tập san)
Châu Phi là một tập san học thuật được bình duyệt và được xuất bản theo hàng quý bởi Cambridge University Press thay mặt cho Viện Châu Phi Quốc tế. Tạp chí có một cách tiếp cận liên ngành xem xét các ngành nhân văn, khoa học xã hội và nghiên cứu môi trường ở Châu Phi. Mỗi năm có một vấn đề được đặc biệt nêu lên và thảo luận cụ thể.
Tập san Africa hiện đang được chỉnh sửa và biên tập bởi Wale Adebanwi, Deborah James và David Pratten.

## Trừu tượng hóa và lập chỉ mục
Tạp chí được tóm tắt và lập chỉ mục trong Thư mục quốc tế MLA, Chỉ số tham khảo châu Âu của các tạp chí nghiên cứu về nhân văn và chỉ số trích dẫn khoa học xã hội. Theo Journal Citation Reports, tạp chí có hệ số ảnh hưởng vào năm 2009 là 0,592, xếp thứ 37 trong số 68 tạp chí được xếp hạng " Nhân chủng học " và thứ 14 trong số 44 trong danh mục Nghiên cứu Khu vực. Vào năm 2011, các số liệu cho thấy tạp chí thứ 11 trong số 66 tạp chí Nghiên cứu Khu vực và xếp thứ 42 trong số 79 tạp chí thuộc danh mục Nhân học. Năm 2012, Africa vẫn là tạp chí nhân chủng học / dân tộc học hàng đầu trong hạng mục Nghiên cứu khu vực và tạp chí này đứng thứ 3 trong thể loại nghiên cứu châu Phi.

## Liên kết ngaòi
- Website chính thức
- Châu Phi tại Dự án MUSE